# Seek and Destroy
Seek and Destroy (с англ. — «Ищи и уничтожай») — песня метал-группы Metallica, девятая в их дебютном альбоме Kill 'Em All. Она одна из самых исполняемых песен группы. На декабрь 2018 года она была сыграна 1530 раз в ходе их концертов.
В списке лучших песен группы, созданном AOL Radio, Seek and Destroy заняла четвёртое место, а Allmusic выбрали её как AMG Track Pick на альбоме Kill 'Em All.

## Создание
Песня об ощущении желания убить, но не делая этого. В ходе тура Kill 'Em All for One Джеймс Хэтфилд шутливо сказал, что она об охоте. Песня создана под сильным влиянием композиции Dead Reckoning группы Diamond Head. Первые три мини-соло образованы под впечатлением Princess of the Night группы Saxon. Metallica добавила последнее соло. На живых выступлениях перед последним соло вставку играет Хэтфилд. Со времени дебюта песни на Kill 'Em All, Хэмметт извиняется за необычную высокую ноту на моменте с 3:47 до 3:48 в ходе соло. Это действительно ошибка.
Если Seek And Destroy взяла за основу какую-либо песню Diamond Head, то это Dead Reckoning. Она сильно повлияла на Seek And Destroy, скажем так.
Ларс Ульрих
Июнь 1993
На живых выступлениях 1992—1993 годов вокальные партии вместо Хэтфилда исполнял Джейсон Ньюстед.

## Участники записи
- Джеймс Хэтфилд: гитара, вокал
- Ларс Ульрих: барабаны
- Кирк Хэмметт: гитара
- Клифф Бёртон: бас-гитара